# Popuelles
Popuelles is een dorp in de Belgische provincie Henegouwen, en een deelgemeente van de Waalse gemeente Celles.
Popuelles was een zelfstandige gemeente, tot die bij de gemeentelijke herindeling van 1977 toegevoegd werd aan de gemeente Celles.

## Bezienswaardigheden
- De Sint-Vaastkerk (Église Saint-Vaast) is een bakstenen classicistisch bouwwerk uit de 2e helft van de 19e eeuw. Het koor werd in 1868 herbouwd.

## Natuur en landschap
Popuelles ligt aan de Rieu du Lozet en aan de autoweg E 429 die van Brussel naar Doornik voert. De hoogte aan de kerk bedraagt 43 meter en de hoogte in het gebied is 36-63 meter.

## Demografische ontwikkeling
- Bronnen:NIS, Opm:1831 tot en met 1970=volkstellingen, 1976= inwoneraantal op 31 december

## Nabijgelegen kernen
Velaines, Forest, Quartes

## Lijst van burgemeesters
- Charles Pecquereau, "burgemeester gedurende 48 jaar" in de XIXe eeuw[1]
- Jules Petit, al oud-burgmeester in 1921[2]